# Outcast – A New Beginning
Outcast – A New Beginning ist ein Action-Adventure des belgischen Entwicklers Appeal Studios, das im März 2024 über THQ Nordic für Windows, PlayStation 5 und Xbox Series veröffentlicht wurde. Es handelt sich um eine Fortführung von Appeals Action-Adventures Outcast aus dem Jahr 1999. Erneut schlüpft der Spieler in die Rolle des Cutter Slade, der die offenen Spielwelt des Planeten Adelpha und seiner Bewohner gegen die Ausbeutung durch die Menschheit verteidigen muss.

## Handlung
Protagonist Cutter Slade kommt nach seltsamen übernatürlichen Visionen ein weiteres Mal in der Welt von Adelpha zu sich. Wie er erfahren muss, werden die einheimischen Talaner erneut unterdrückt und bedroht. Menschen haben begonnen, mit Hilfe einer Androiden-Armee und ihren über das gesamte Spielareal verteilten Stützpunkten die Ressourcen des Planeten abzubauen. Die rücksichtslose Ausbeutung zerstört das natürliche Gleichgewicht und bedroht damit die Lebensgrundlagen seiner Bewohner. Slade muss erneut als auserwählter Ulukaï die Freiheit der Talaner gegen die Invasoren aus seiner Heimat verteidigen.

## Entwicklung
Bereits nach Veröffentlichung des Vorgängers begann Appeal 2001 mit den Arbeiten an einer Fortsetzung, die jedoch ein Jahr später wieder eingestellt wurden. Kurz darauf meldete Appeal Insolvenz an, von der sich das Studio nicht erholte. 2013 konnten die Appeal-Gründer die Markenrechte vom ursprünglichen Publisher Atari zurückerwerben und versuchten 2014 mit Hilfe einer Crowdfunding-Kampagne die Entwicklung einer Fortsetzung selbst zu finanzieren. Nachdem dies nicht gelang, entwickelten die Schöpfer mit ihren zwischenzeitlich neu gegründeten Appeal Studios und mit Unterstützung des französischen Publishers Bigben Interactive zunächst Outcast: Second Contact, ein Remake des Originalspiels in aktualisierter Grafik, das 2017 erschien. 2019 verkaufte Appeal die Marke an THQ Nordic, im Mai 2021 schließlich auch Appeal Studios selbst. Im September 2021 folgte dann die Ankündigung einer Fortsetzung von Outcast durch THQ Nordic. Zunächst als Outcast 2 – A New Beginning bezeichnet, verzichtete THQ Nordic im Laufe der Zeit auf die Zahl im Titel.
Für den Soundtrack wurde erneut Lennie Moore, Komponist des Vorgängers, verpflichtet. Die deutsche Synchronisation der Hauptfigur Cutter Slade übernahm Torsten Münchow, wobei auf die stimmliche Nähe zu Slades vorherigem Sprecher Manfred Lehmann geachtet wurde. In Zusammenarbeit mit den deutschen Hörspiellabeln Kiddinx und Zauberstern Records erschien zum Veröffentlichungszeitpunkt ein Marketing-Crossover mit der Hörspielreihe Jan Tenner. In zwei Sonderfolgen, geschrieben von Autor Martin Schatke, verschlägt es den Protagonisten darin in die Welt von Adelpha.

## Rezeption
Das Spiel erhielt gemischte Kritiken. Das englischsprachige Magazin PC Gamer kommt zu dem Schluss, dass das Spiel abseits der hübschen Spielwelt und der befriedigenden Jet-Pack-Erkundung wenig Neues biete. IGN zufolge sei deutlich, dass es sich um kein Spiel mit großem Budget handle, doch die große Freiheit und sein selbstironischer Humor machen viele der Schwächen wieder wett. Laut PC Games hätte das Spiel mit seinen Schießereien gegen Robotergegner bereits 10 Jahre zuvor nicht mehr punkten können. „Der exotische Schauplatz, der sympatische Held, die wunderbare Musik, die schrulligen Charaktere“, das seien die Stärken des Originals die auch A New Beginning mit sich bringe.

„Stimmungsvolles Abenteuer mit charmanten Dialogen und schicker Open World. Bei den Kämpfen und Nebenaufgaben zeigt das Spiel aber große Schwächen und mehr Polishing hätte auch nicht geschadet.“

Der Rezensent von Golem.de findet die Spielwelt gelungen und das Jet-Pack fantastisch, doch es mangle an Qualität. Dem Kampfsystem fehle es an Abwechslung und bei der Handlung sei der Tester trotz Einblendung von Spezialbegriffen nach ein paar Stunden nicht mehr mitgekommen.

„Auf uns wirkt das neue Outcast wie die Light-Version eines sehr großen und viele Millionen Dollar teuren Offene-Welt-Abenteuers. […] Leider sind die meisten Elemente in A New Beginning zwar gut ausgearbeitet, aber das letzte Quäntchen Qualität fehlt. […] Wir mögen Outcast trotzdem, das Spiel hat positive Schwingungen und echte Stärken. Wir empfehlen einen näheren Blick vor allem wegen der schicken offenen Welt und dem einfach guten Typen Cutter Slade.“

Auf der Gamescom 2022 war das Spiel in der Kategorie „Bestes Action-Adventure“ der Messe nominiert, unterlag nach Jury-Entscheid jedoch Lies of P.